# Valentin Betoudji
Valentin Betoudji, né le 14 février 1991, est un coureur de fond tchadien, connu sous le nom de douze (12) poumons.

## Carrière
Valentin Betoudji a participé aux épreuves masculines du 5000 mètres et  10 000 mètres  aux Jeux mondiaux militaires de 2015 à Mungyeong, en Corée du Sud.
En 2018, il a participé au semi-marathon masculin aux Championnats du monde de semi-marathon de  2018 qui se sont tenus à Valence, en Espagne. Il termine à la 128e place. La même année, il a également participé à l’épreuve masculine du 5000 mètres aux Championnats d’Afrique d’athlétisme de 2018 qui se sont tenus à Asaba au Nigeria.
En octobre 2019, à la suite de sa préparation appuyée par la direction des sports militaires en France, il termine 29ème de l'épreuve de marathon aux 7èmes jeux mondiaux militaires de Wuhan en Chine.
Lors du marathon masculin aux Jeux olympiques d'été de 2024, il termine à la 70ème position avec un temps de 2’32’’11.